# Ross Lake Park
Ross Lake Park är en park i Kanada.   Den ligger i provinsen British Columbia, i den centrala delen av landet, 3 700 km väster om huvudstaden Ottawa. Ross Lake Park ligger 358 meter över havet. Den ligger vid sjön Ross Lake.
Terrängen runt Ross Lake Park är varierad. Trakten runt Ross Lake Park är nära nog obefolkad, med mindre än två invånare per kvadratkilometer.. Närmaste större samhälle är New Hazelton, 5,1 km väster om Ross Lake Park.
I omgivningarna runt Ross Lake Park växer i huvudsak blandskog.